# 조선민주주의인민공화국의 문학
조선민주주의인민공화국의 문학(朝鮮民主主義人民共和國_文學)은 8.15 광복 이후의 월북작가들에 의하여 형성되었다.

## 개요
8.15 해방과 함께 한반도 분단이 일어나던 시기, 수많은 작가들이 38선을 넘어 남에서 북으로, 또는 북에서 남으로 이동하였고, 이후 발달한 조선민주주의인민공화국 (이하 북한)의 문학은 정부의 개입으로 크게 통제되었다. 문학의 중심은 조선문학가동맹을 전신으로 한 조선작가동맹으로, 이들은 “주체문학론”을 통해 문학이 최고 수령의 뜻을 따라야함을 분명히 하였으며, 1953년 한설야는 전국 작가.예술가 대회에서 진술한 보고에서 "우리의 문학예술은 당적인 문학예술"이라고 하기도 하였다. 현재 북한의 문학은 조선작가동맹의 작가들만이 제작, 출판할 수 있도록 제한되어 있다.
북한 문화부는 냉전 시대 동안 북한의 문학을 러시아와 중국으로 수출하였다. 그에 따라 수많은 작품들이 러시아어로 번역되어 수출되었다. 이 과정에서 이기영, 홍명희, 한설야의 작품은 중국, 러시아에 소개되었다.

## 연혁
1945년 9월 17일 결성됐던 조선 프롤레타리아 문학동맹이 조선문학건설본부와 1945년 12월 조선문학가동맹으로 통합되는 과정에서 한설야·이기영 등이 이념을 따라 먼저 월북하고, 뒤이어 송영·이동규·윤기정·안막·박세영 등이 월북함으로써 북한문학의 원형이 형성되었다. 여기에 조기천으로 대표되는 소련파의 귀국, 남로당과 함께 월북하는 이태준·임화·김남천·이원조 등이 뒤늦게 가세하여 북한 문단이 양적 팽창을 보이면서 갈등상이 드러났다.
1946년 3월 북조선문학예술총동맹이 결성되면서 식민지시대 계급주의 문학노선을 공산주의 정치노선과 결합하여 북한문단이 성장하게 되는데, 6·25를 전후해서 정지용·김기림·박태원·설정식·이용악 등의 납·월북이 이루어지면서 북한문단의 재편성이 마무리되었다. 이후 북한문단은 6·25 후 남로당 계열의 작가인 임화 등을 숙청하고 강경계급주의 노선을 재천명한다. 이러한 북한문단의 체제정비는 1961년 3월 조선문학예술총동맹이 결성되면서 완료되었으며, 이 시기를 전후하여 전후세대(戰後世代)가 등장했다.

### 시대 구분
북한문학의 시대구분은 대체로 남한의 것과 유사한 점이 많다. 1986년에 발행된 《조선문학개관》에는 북한문학의 시대구분을 다음과 같이 열거했다.
- 1945년 8월 ~ 1950년 6월: 평화적 건설시기 문학
- 1950년 6월 ~ 1953년 7월: 위대한 조국해방시기 문학
- 1953년 7월 ~ 1960년: 전후복구건설과 사회주의 기초건설을 위한 투쟁시기 문학
- 1961년 이후: 사회주의의 전면적 건설과 사회주의의 완전 승리를 앞당기기 위한 투쟁시기 문학

이렇게 볼 때 북한의 문학사 시대구분은 남한과 같이 정치적 변동에 의한 요인들이 문학에 많이 작용하고 있음을 알 수 있다. 《조선문학개론》 이외에도 《조선문학통사》나 《조선문학사》 등에도 시대구분이 되어 있는데, 위의 구분과 별반 다를 것이 없는 것으로 보인다.

## 기본 사상
북한의 시는 기본적으로 당의 문예정책을 기조로 전개된다. 당의 문예정책의 근간을 이루고 있는 것은 주체사상이다. 주체사상은 북한의 대내외 정책에 기초를 이루는 사상으로 "혁명과 건설의 주인이 인민대중이며, 혁명과 건설을 주동하는 힘도 인민대중에게 있다."는 사상으로서 인간을 모든 사고의 중심에 두고 있다"고 말한다. 즉, 북한의 문학은 사회주의적 사상을 민족적 형식으로 표현하는 것으로, 당성·노동계급성·인민성을 기반으로 구현된다. 이런 기반에 의한 문학이 인민대중에게 복무할 수 있기 때문에 대중성과 군중성을 확보해야 한다는 것이다.

## 북한의 작가들

### 소설가
- 이기영 (李箕永, 1895~1984): 대표작품 《두만강》, 《봄》 등[3]
- 홍명희 (洪命熹, 1888~1968): 대표작품 《림꺽정》 등[4]
- 한설야 (韓雪野, 1900~1976): 대표작품 《승냥이》 등[5]
- 강귀미: 대표작품 《삶의 위치》, 《나의 가정 이야기》 등. 2000년 노동당 창건 55돌 기념 문학축전상 수상.[6]
- 홍석중 (1941~): 대표작품 《높새바람》, 《황진이》. 홍명희의 손자로 2004년 북한인으로써는 유일하게 만해문학상을 수상.[7]

### 시인[8]
- 백하: 대표작품 《불타는 해》 등
- 리영삼: 《기다리는 땅》으로 2001년 '조선문학' 축전상 수상[9]
- 신흥국
- 동기춘: 대표작품 《고요한 바다》 등
- 최영화: 시집 《당의 숨결》, 《날개》, 《크나큰 사랑》. 김일성상(1982) 계관인[9]
- 리현철
- 렴형미

## 월간지
조선작가동맹에서는 1948년부터 기관지 《조선문학》을 매월 발행하는데, 이는 외국에서 구독이 가능하다. 이외에도 《청년문학》도 발간되고 있으며, 부정기적으로 《통일문학》을 발간, 남북 및 해외 동포의 문학을 소개한다.

## 현대 문학
아직 조선로동당의 감시를 피해 비공식적인 문학 간행이 이루어진다는 증거는 없다. 2006년 국제 문학 정기간행물 《국경 없는 문학》 (Words Without Borders)에서는 “악의 축의 문학”이라는 제목으로 4개의 북한 문학을 소개하였는데, 강귀미, 홍석정, 임화원, 전병주 등의 작품이 실렸다. 작품들은 대체로 김정일에 대한 충성을 맹세하거나 미국을 비판하거나 통일에 대한 염원을 담고 있다.

## 같이 보기
- 한국 문학
- 조선민주주의인민공화국의 문화